# المستشفى الوطني الحكومي
المستشفى الوطني الحكومي هو أحد المستشفيات الحكومية الفلسطينية العاملة في الضفة الغربية، يقع في مدينة نابلس، تبلغ قدرته السريرية 62 سريرًا، ويعمل به 251 موظفًا، يعتبر مستشفى الوطني أقدم المستشفيات الحكومية الفلسطينية، والمستشفى الباطني المركزي لمحافظات شمال الضفة الغربية، فهو يقدّم خدماته العلاجية للمواطنين منذ نحو 130 عاماً.
| توزيع القوى العاملة في المستشفى (2022) | توزيع القوى العاملة في المستشفى (2022) | توزيع القوى العاملة في المستشفى (2022) | توزيع القوى العاملة في المستشفى (2022) | توزيع القوى العاملة في المستشفى (2022) | توزيع القوى العاملة في المستشفى (2022) | توزيع القوى العاملة في المستشفى (2022) | توزيع القوى العاملة في المستشفى (2022) |
| إدارة وخدمات                           | مهن طبية مساندة                        | قابلة                                  | ممرض                                   | صيدلاني                                | طبيب أسنان واختصاصي                    | طبيب اختصاصي                           | طبيب عام                               |
| -------------------------------------- | -------------------------------------- | -------------------------------------- | -------------------------------------- | -------------------------------------- | -------------------------------------- | -------------------------------------- | -------------------------------------- |
| 77                                     | 37                                     | 0                                      | 114                                    | 7                                      | 0                                      | 9                                      | 7                                      |

## التأسيس
كان في نابلس مستشفى قديم لا يكفي حاجة السكان، ومع ازدياد التعداد السكاني، وحاجة السكان إلى خدمات طبية حديثة في مدينة نابلس وضواحيها، دفع ذلك بعض المواطنين للقيام بحملة لجمع التبرعات لبناء مستشفى جديد، أدت في النهاية إلى إنشاء مستشفى سمي مستشفى الوطني.
تأسسَ المستشفى في عهد الدولة العثمانية عام 1888 في منطقة مطلة من الجبل الشمالي على البلدة القديمة. بدأ المستشفى العمل بقدرة سريرية تبلغ 60 سريراً، في أقسام الطوارئ، الجراحة، النسائية والتوليد، الأطفال، العمليات، العظام، القلب، الأمراض الباطنية والقلب والأعصاب. مع الزمن، أجريت عدة توسعات للمستشفى؛ لزيادة عدد الأسرة، وإضافة بعض الأقسام، ففي عام 1934، أضيفت عدة أسرة للحالات المعدية، وأنشئ مدرسة للممرضات. وعام 1940، أضيف جناج جديد إلى المستشفى، وجرى توسعة وتحديث أجهزة أقسام الجراحة، التوليد، وغرف الحالات المعدية، وبحلول عام 1948، كان المستشفى يضم حوالي 144 سرير.
لا يزال مبنى المستشفى يحمل البصمة المعمارية العثمانية، فالأقواس في أروقته، والختم العثماني على مدخله الرئيسي، وتلك الحجارة القديمة أكثر ما يميزه، فضلا عن وجود بعض المعالم التي لا تزال شاهدة على ذلك الزمن، ولا سيما قبر الطبيب الكريدي الذي امتدت إدارته للمستشفى آنذاك 17 عاما قبل أن يُصاب بمرض ويتوفى ويدفن في ساحته، تكريما له وتخليدا لذكراه.

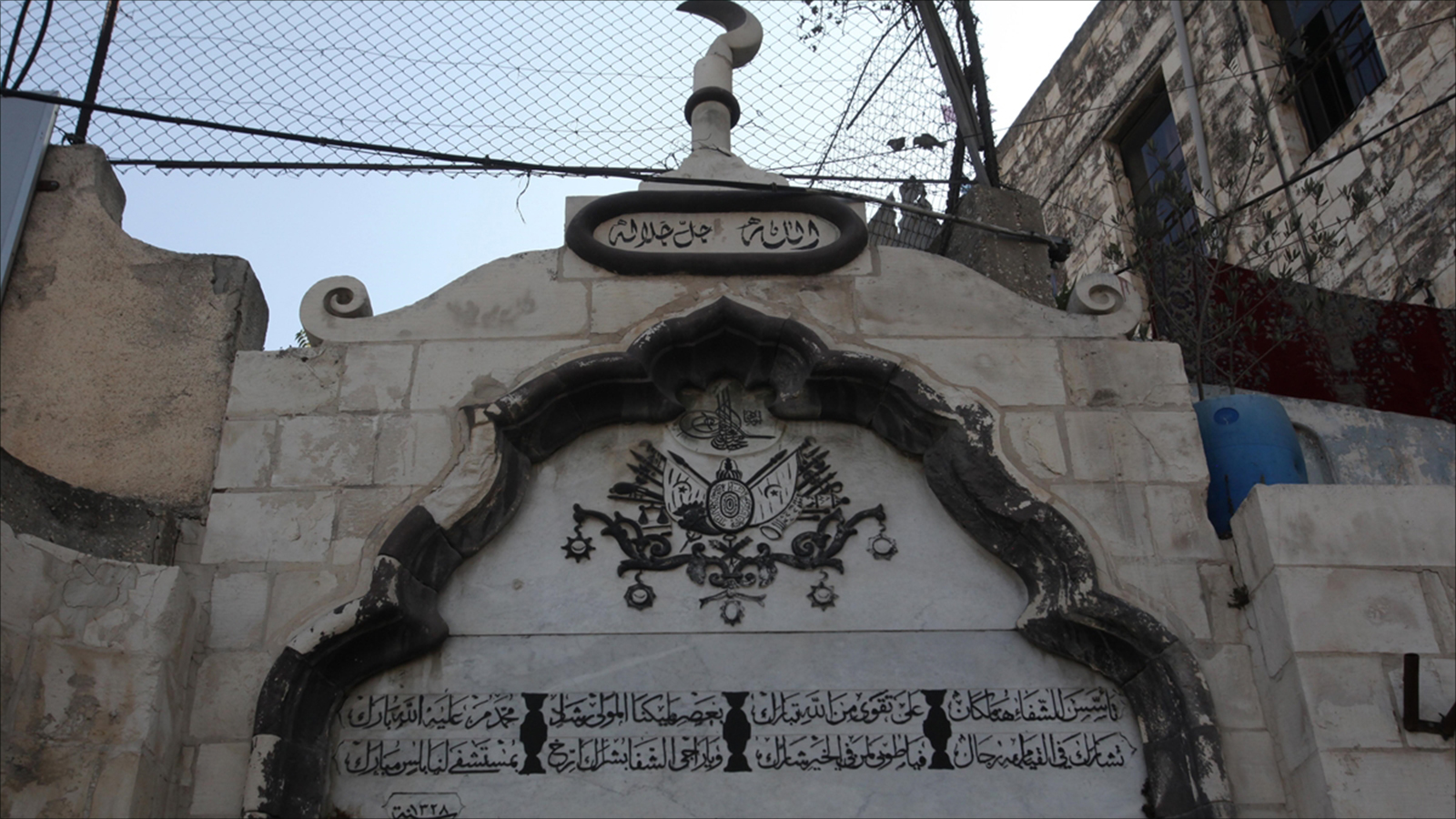
الختم العثماني على مدخل المستشفى

## المستشفى اليوم
شهد المستشفى خلال الأعوام السابقة، تطويراً ملحوظاً ونقلة نوعية، حيث أنه تم توسعة الأقسام بنقل خدمة غسيل الكلى إلى مستشفى النجاح الوطني الجامعي، وبناء قسم طوارئ جديد بتمويل من مؤسسة التعاون وأهالي نابلس، وإعادة ترميم الأقسام كافة بتمويل التعاون التركي، وإعادة ترميم العيادات الخارجية بتطوع شباب عورتا، وافتتاح قاعة الطعام، وأيضاً التخطيط لبناء أقسام جديدة بمساحة 5000 متر مربع.
عام 2018، ربطت وزارة الصحة الفلسطينية المستشفى بالنظام الصحي المحوسب الوطني، والذي سيحول العمل في الخدمة الصحية من النظام التقليدي اليدوي إلى النظام الرقمي المحوسب.

### الخدمات
يقدم المستشفى خدماته (خصوصاً المتخصصة أمراض القلب والأورام) لنحو مليوني مواطن في محافظات شمال الضفة الغربية، من خلال أقسامه المتعددة، وهي: الطوارئ، الباطني للرجال والنساء، العناية المكثفة، الأورام، أمراض الدم، العيادات الخارجية، العناية النهارية، الأشعة، المختبر، الصيدلية، الإعاشة والتدبير المنزلي.